# Nowonikolskoje (rejon tałdomski)
Nowonikolskoje (ros. Новоникольское) – wieś (sieło) w Rosji, w obwodzie moskiewskim, w rejonie tałdomskim. W 2021 liczyła 1286 mieszkańców.